# Makrúixina
Makrúixina (en rus: Макрушина) és un poble de l'óblast de Lípetsk, a Rússia, que el 2013 tenia 33 habitants. Pertany al districte rural de Griazi.